# José María Vidal
José María Vidal Bravo (Madrid, 6 maggio 1935 – Valencia, 1º agosto 1986) è stato un calciatore spagnolo, di ruolo centrocampista.

## Carriera
Vidal vive i migliori anni della sua carriera durante la permanenza al Real Madrid, con cui conquista in tre stagioni la Coppa dei Campioni 1959-1960, la prima edizione della Coppa Intercontinentale e, a livello nazionale, due campionati spagnoli consecutivi nel 1960-1961 e nel 1961-1962.
Nel 1967 milita nei Philadelphia Spartans, società militante in NPSL I. Con gli Spartans ottiene il secondo posto della Estern Division, non riuscendo così a classificarsi per la finale del campionato.

## Palmarès

### Competizioni nazionali
- Campionato spagnolo: 2

1960-1961, 1961-1962

### Competizioni internazionali
- Coppa dei Campioni: 1

1959-1960
- Coppa Intercontinentale: 1

1960